# US Bank Tower
La US Bank Tower, també conegut com a Library Tower, és el nom d'un gratacel de Los Angeles.
És l'edifici més alt de la ciutat de Los Angeles i el vuitè més alt dels Estats Units. Aquest gratacles de 310 metres fou construït entre els anys 1987 i 1989 com al First Interstate World Center (Primer Centre Mundial Interestatal) i és un dels pocs gratacels en aquesta ciutat tan afectada pels terratrèmols. La torre pot resistir terratrèmols de fins a 8,3 de magnitud segons l'escala de Richter.
El cost d'aquest edifici fou de 350 milions de dòlars americans i fou dissenyat per l'estudi d'arquitectes Pei Cobb Freed & Partners.
Des que el propietari original, el First Interstate Bank (Primer Banc Interestatal), es fusionà amb l'empresa Wells Fargo Bank l'edifici passà a ser congut pel nom de Library Tower, ja que una part de l'edifici forma part de les instal·lacions de la Los Angeles Central Library (Biblioteca Central de Los Angeles). El març de 2003, l'empresa US Bancorp adquirí l'edifici, i des d'aleshores passà ser congut amb el nom d'US Bank Tower.
Al sostre dels 73 pisos es troba el punt d'aterratge d'helicòpters situat damunt d'un edifici més elevat del món. També s'hi troben dos logotips il·luminats de la US Bancorp de 23 metres d'alçada cada un.

## Objectiu terrorista
El president dels Estats Units, George W. Bush, feu conèixer el 9 de febrer de 2006 que l'organització terrorista Al-Qaida havia planejat un atac amb avió sobre la US Bank Tower. A causa d'aquest fet, molts recordaren els atacs terroristes de l'11 de setembre de 2001 sobre el World Trade Center de Nova York.

## Al cinema
A la pel·lícula Independence Day, aquest és el primer edifici que els extraterrestres destruiexen.

## Als videojocs
Aquest gratacel, i també alguns altres edificis a prop d'aquest surten al videojoc Grand Theft Auto: San Andreas a la ciutat de Los Santos, en el qual s'hi pot pujar i també s'hi pot trobar una motxilla de paracaigudes, i a vegades, un helicòpter.